# أوز مطوق

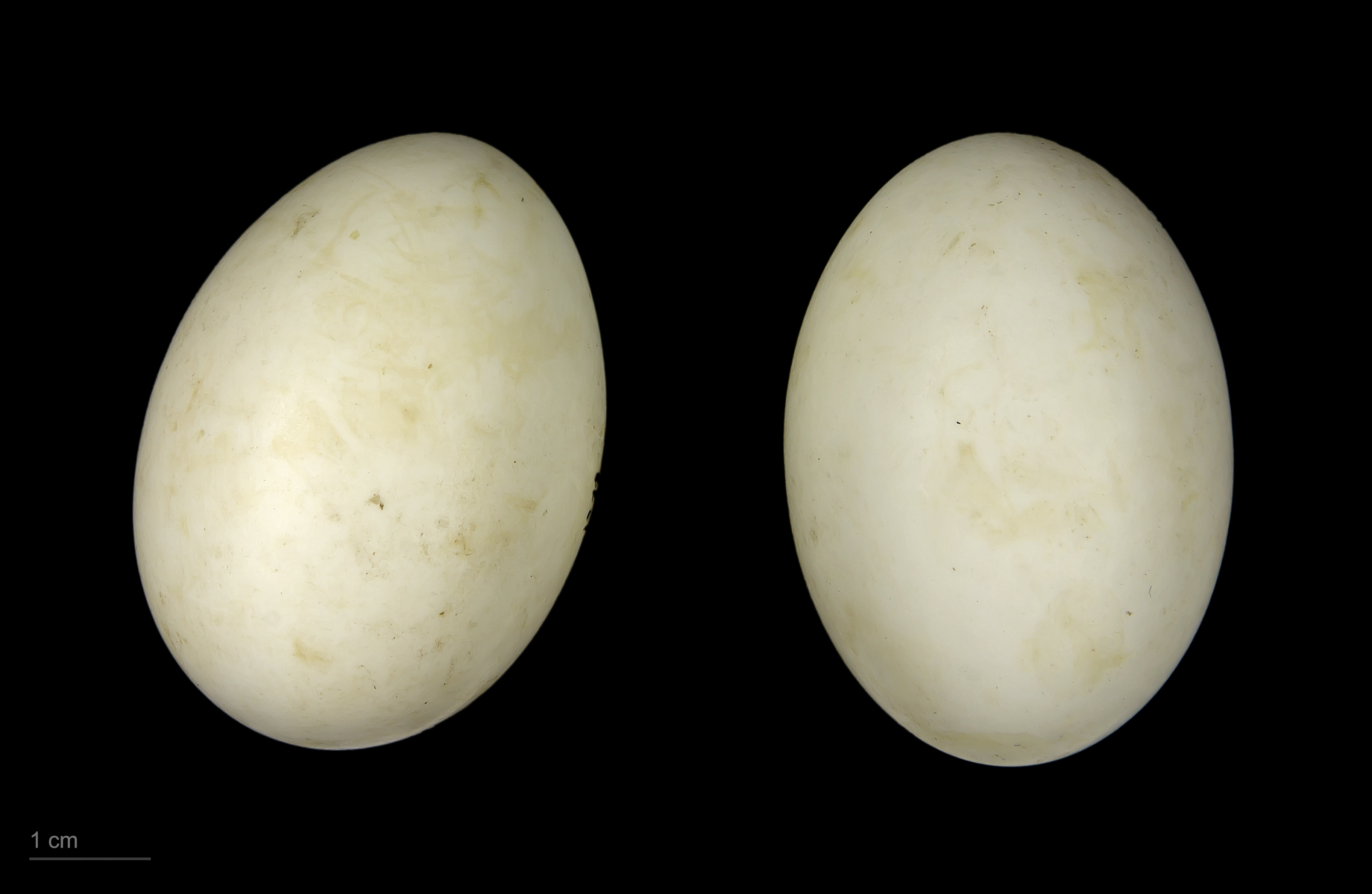
Callonetta leucophrys

بط بري مطوق (الاسم العلمي: Callonetta leucophrys) هو نوع من فصيلة بطية.